# Boris Gračëv
Boris Pavlovič Gračëv, in russo Борис Павлович Грачёв (Mosca, 27 marzo 1986), è uno scacchista russo.

È noto con la grafia Boris Grachev in occidente.
Conseguì il titolo di Maestro Internazionale nel 2002 e di Grande maestro nel 2007.
Principali risultati:
- 1995:  vince a São Lourenço il Campionato del mondo U10;
- 2009 :  vince il Lublin International Tournament GM di Lublino[1] e l'Open Masters di Biel;[2]
- 2010 :  pari 3º-6º nell'Open Aeroflot di Mosca, dietro a Lê Quang Liêm e Anton Korobov;[3]
- 2011 :  nella Coppa del Mondo 2011 supera nel primo turno Evgenij Romanov ma nel secondo viene eliminato da Lê Quang Liêm;
- 2013:  vince il campionato rapid di Mosca;[4]
- 2014:  terzo nel torneo Primorsky Debut di Vladivostok, dietro a Ernesto Inarkiev e Dmitrij Bocharov;[5]
- 2014 :  quinto nell'open A di Mosca, mezzo punto dietro ai primi classificati;

Ha raggiunto il rating FIDE più alto nel marzo 2012, con 2705 punti Elo, 35º al mondo.